# Shin Kanazawa
Shin Kanazawa (japanisch 金沢 慎 Kanazawa Shin; * 9. September 1983 in der Präfektur Saitama) ist ein ehemaliger japanischer Fußballspieler.

## Karriere
Kanazawa erlernte das Fußballspielen in der Jugendmannschaft von Omiya Ardija. Seinen ersten Vertrag unterschrieb er 2002 bei den Omiya Ardija. Der Verein spielte in der zweithöchsten Liga des Landes, der J2 League. 2004 wurde er mit dem Verein Vizemeister der J2 League und stieg in die J1 League auf. Für den Verein absolvierte er 93 Ligaspiele. 2006 wurde er an den Zweitligisten Tokyo Verdy ausgeliehen. Für den Verein absolvierte er 50 Ligaspiele. 2008 kehrte er zu Omiya Ardija zurück. Am Ende der Saison 2014 stieg der Verein in die J2 League ab. 2015 wurde er mit dem Verein Meister der J2 League und stieg wieder in die J1 League auf. Am Ende der Saison 2017 stieg der Verein in die J2 League ab. Für den Verein absolvierte er 218 Ligaspiele. Ende 2019 beendete er seine Karriere als Fußballspieler.